# Zuhal Olcay
Zuhal Olcay (* 10. August 1957 in Istanbul als Zuhal İşanç) ist eine türkische Schauspielerin und Sängerin.

## Persönliches
Zuhal Olcay war von 1992 bis 2004 mit dem Schauspieler Haluk Bilginer verheiratet, mit dem sie 1999 das Theater „Oyun Atölyesi“ gründete.

## Leben
Nachdem Olcay 1976 am staatlichen Konservatorium in Ankara graduiert hatte, wurde sie in der Türkei zunächst zu einer profilierten Theatermimin und erhielt 1986 den Avni-Dilligil-Spezialpreis für Theater. 1983 hatte sie zudem eine Karriere als Fernsehschauspielerin begonnen, die sie dann ins türkische Kino führte. Ein Ausflug in den deutschen Film brachte der Schauspielerin 1989 beim Deutschen Filmpreis das Filmband in Gold ein. Diese erhielt sie für ihre Darstellung der Elif in Tevfik Başers Romanverfilmung Abschied vom falschen Paradies. Darüber hinaus wurde Olcay mit türkischen Filmpreisen geehrt, etwa 2002 beim Internationalen Film-Festival von Istanbul als beste Schauspielerin für ihre Leistung in Hiçbiryerde.

## Prozess wegen Präsidentenbeleidigung
Im März 2018 wurde sie wegen Beleidigung von Präsident Recep Tayyip Erdoğan zu einer zehnmonatigen Gefängnisstrafe verurteilt. Olcay habe bei einem Konzert im August 2016 den Text des Liedes Boş Vermişim Dünyayı mit Bezug auf Erdoğan abgewandelt und dabei eine beleidigende Handbewegung ausgeführt. Die Anklage hatte eine Haftstrafe von mindestens 14 Monaten gefordert. Im Juli 2018 wurde sie zu einer Bewährungsstrafe von 11 Monaten und 20 Tagen verurteilt. Dazu darf sie die Stadt Istanbul 18 Monate nicht verlassen und muss sich regelmäßig bei der Polizei melden.

## Diskografie

### Alben
- 1990: Küçük Bir Öykü Bu
- 1991: İki Çift Laf
- 1993: Oyuncu
- 1998: İhanet
- 2001: Başucu Şarkıları
- 2005: Başucu Şarkıları 2
- 2009: Aşk'ın Halleri
- 2015: Başucu Şarkıları 3

### Soundtracks
- 2002: Hiçbiryerde (mit Cengiz Onural)

### EPs
- 2020: Artist Palas Müzikleri

### Singles (Auswahl)
- 1993: İyisin
- 1998: Ankara'da Aşık Olmak
- 2005: Pervane
- 2009: Yine Aşk Var

## Filmografie
- 1980: Sönmüş Ocak
- 1983: İhtiras Fırtınası
- 1985: Parmak Damgası
- 1985: Kurşun Ata Ata Biter
- 1985: Amansız Yol
- 1986: Genç ve Dul
- 1986: İstek
- 1986: Oteldeki Cinayet
- 1986: Halkalı Köle
- 1987: Ateşten Günler
- 1987: Gecenin Öteki Yüzü
- 1987: Dünden Sonra Yarından Önce
- 1987: Kara Sevdalı Bulut
- 1987: Bir Avuç Gökyüzü
- 1987: Bir Günah Gibi
- 1987: Gece Yolculuğu
- 1988: Sahte Cennete Veda / Aidu Au Faux Paradis
- 1989: Baharın Bittiği Yer
- 1989: Medcezir Manzaraları
- 1990: Gizli Yüz
- 1992: İki Kadın
- 1993: Ay Vakti
- 1994: Bir Sonbahar Hikayesi
- 1994: Artist Palas
- 1995: Aşk Üzerine Söylenmemiş Herşey
- 1996: 80. Adım
- 1996: İstanbul Kanatlarımın Altında
- 1999: Çatısız Kadınlar
- 1999: Salkım Hanımın Taneleri
- 2001: Hiçbiryerde
- 2001: Yeditepe İstanbul
- 2004: Simbiyotik
- 2005: Seni Çok Özledim
- 2006: Ankara Cinayeti
- 2007: İyi Seneler
- 2007: Geniş Zamanlar
- 2011: Iffet